# Olivier Harty
Pour les articles homonymes, voir Harty.
 Olivier Harty, baron de Pierrebourg, né le 20 juin 1746 à Knocschany dans le Comté de Limerick (Irlande), mort le 23 janvier 1823 à Strasbourg (Bas-Rhin), est un général français d'origine irlandaise de la Révolution et de l’Empire. Il émigra en France dans sa jeunesse, comme trois de ses oncles. 

## États de service
Il entre en service le 16 septembre 1762, comme cadet au Régiment de Clare, devenu Berwick puis 88e régiment d’infanterie, et au mois de janvier 1771 il est envoyé sur les îles de France et de Bourbon. Il ne rentre en France qu’au mois de juillet 1772.
Il est nommé sous-lieutenant le 20 juillet 1774, lieutenant en second le 7 août 1778, premier lieutenant de grenadiers le 3 mars 1783, et capitaine en second le 30 août 1787. Il est fait chevalier de Saint-Louis le 23 novembre 1788. Le 25 juillet 1791, il est élevé au grade de chef de bataillon, et le 25 avril 1792 il embarque à Lorient pour Saint-Domingue.  
Le 13 décembre 1792 il devient chef de brigade, il se fait remarquer le 13 janvier 1793, à l’attaque du camp retranché des Platons où il bat l’ennemi fort de 20 000 hommes, et lui reprend deux pièces de canon que le gouverneur Blanchelande avait perdues peu de jours auparavant. Pour cette action il est nommé le 17 janvier commandant titulaire de la province du sud.  
Il est promu général de brigade le 15 mai 1793, mais il est suspendu de ses fonctions le 25 juillet 1793 par les commissaires du gouvernement à Saint-Domingue Polverel et Sonthonax pour une raison inconnue. Il est de retour à Brest le 19 juin 1794, arrêté et emprisonné, il est réintégré le 18 mai 1795 par le comité de salut public.
Le 13 juin 1795, il est employé à l’armée des côtes de Cherbourg, et le 1er janvier 1796 à celle de l’Océan, avant d’occuper un  poste dans la 14e division militaire puis dans la 13e division. Il fait partie de l’expédition d’Irlande le 15 décembre 1796, avant de passer dans l’armée d’Angleterre le 30 juillet 1799. Employé à l’armée de l’Ouest, il commande à Grand-Champ le 25 janvier 1800, battant les insurgés commandés par Cadoudal et il reçoit à cette occasion une lettre de félicitations du gouvernement.
Il est mis en non activité le 23 septembre 1801 et en disponibilité le 25 mai 1803. Il est fait chevalier de la Légion d’honneur le 11 décembre 1803, et commandeur de l’ordre le 14 juin 1804.
Le 2 mars 1805 il commande les Irlandais au camp de Brest et le 27 mai 1807, il est attaché au corps d’observation de l’Escaut. Il sert successivement à l’île de Walcheren, au camp de Boulogne, au corps d’observation en Hollande, dans la 17e division militaire et enfin le 7 août 1811, il reçoit le commandement du département de l’Ourthe.
Il est créé baron de l’Empire le 17 avril 1812 et le 20 mars 1813 il est chargé par l’Empereur d’une mission à Munster. Le 5 mai 1813, il commande le département de la Lippe. 
Il est mis en non activité le 1er mai 1814, et il est admis à la retraite le 24 décembre 1814. Il est nommé lieutenant-général honoraire le 9 décembre 1815.
Il meurt le 23 janvier 1823 à Strasbourg.
Son nom est cité dans l'œuvre romanesque inachevée d'Alexandre Dumas, Le Chevalier de Sainte-Hermine, aux chapitres V à VII, texte établi, préfacé et annoté par Claude Schopp (publié en juin 2005 par les éditions Phébus).
Il est l'ancêtre du résistant et homme politique Olivier de Pierrebourg. 

## Armoiries
- Baron de l’Empire par décret du 30 juin 1811, lettres patentes du 17 avril 1812.

- D'argent, chargé au deuxième point en chef d'une merlette de sable, becquée et onglée d'or : franc-quartier des barons tirés de l'armée brochant au neuvième de l'écu - Livrées : blanc, rouge, noir, jaune

## Dotation
- Dotation de 2 000 francs de rente annuelle sur les domaines d'Erfurt le 17 avril 1812.

## Sources
- (en) « Generals Who Served in the French Army during the Period 1789 - 1814: Eberle to Exelmans »
- Thierry Pouliquen, « Les généraux français et étrangers ayant servis [sic] dans la Grande Armée » (consulté le 10 janvier 2014)
- « La noblesse d’Empire » (consulté le 12 janvier 2014)
- A. Lievyns, Jean-Maurice Verdot et Pierre Bégat, Fastes de la Légion-d'honneur, biographie de tous les décorés accompagnée de l'histoire législative et réglementaire de l'ordre, tome 3, Bureau de l’administration, 1847, 529 p. (lire en ligne), p. 213.
- « Cote LH/1270/5 », base Léonore, ministère français de la Culture
- Docteur Robinet, Jean-François Eugène et J. Le Chapelain, Dictionnaire historique et biographique de la révolution et de l'empire, 1789-1815, volume 2, Librairie Historique de la révolution et de l’empire, 886 p. (lire en ligne), p. 142.
- Les papiers personnels du général Olivier Harty et de sa descendance sont conservés aux Archives nationales sous la cote 330AP.